# Jörg Neumann
Pour les articles homonymes, voir Neumann.
Jörg Neumann (né le 2 décembre 1941 à Berlin) est un athlète allemand, spécialiste du 400 mètres haies. 

## Biographie
Il remporte la médaille d'argent du 400 m haies lors des championnats d'Europe de 1962, à Belgrade, devancé par l'Italien Salvatore Morale.

### Palmarès
| Date | Compétition           | Lieu     | Résultat | Épreuve     | Performance |
| ---- | --------------------- | -------- | -------- | ----------- | ----------- |
| 1962 | Championnats d'Europe | Belgrade | 2e       | 400 m haies | 50 s 3      |

### Records
| Épreuve     | Performance | Lieu | Date |
| ----------- | ----------- | ---- | ---- |
| 400 m haies |             |      |      |